# Volcán Atitlán
Volcán Atitlán är en vulkan i Guatemala.   Den ligger i departementet Departamento de Sololá, i den sydvästra delen av landet, 70 km väster om huvudstaden Guatemala City. Toppen på Volcán Atitlán är 3 535 meter över havet.
Terrängen runt Volcán Atitlán är bergig söderut, men norrut är den kuperad. Volcán Atitlán är den högsta punkten i trakten. Runt Volcán Atitlán är det ganska tätbefolkat, med 192 invånare per kvadratkilometer. Närmaste större samhälle är San Lucas Tolimán, 4,5 km öster om Volcán Atitlán. I omgivningarna runt Volcán Atitlán växer i huvudsak städsegrön lövskog.